# Live in Europe (álbum de Creedence Clearwater Revival)
Live in Europe es el primer álbum en directo de la banda estadounidense de rock Creedence Clearwater Revival, publicado en 1973 a pesar de las fuertes objeciones de John Fogerty debido a la calidad del sonido.

## Lista de éxitos
Todos los temas compuestos por John Fogerty excepto donde se anota.
1. "Born on the Bayou"– 5:05
2. "Green River/Susie Q" (Fogerty/Eleanor Broadwater, Dale Hawkins, Stanley S. Lewis) – 4:31
3. "It Came Out of the Sky" – 3:11
4. "Door to Door" (Stu Cook) – 2:00
5. "Travelin' Band" – 2:12
6. "Fortunate Son" – 2:25
7. "Commotion" – 2:34
8. "Lodi" – 3:15
9. "Bad Moon Rising" – 2:13
10. "Proud Mary" – 2:52
11. "Up Around the Bend" – 2:42
12. "Hey Tonight" – 2:30
13. "Sweet Hitch-Hiker" – 3:05
14. "Keep on Chooglin'" – 12:47

## Personal
- John Fogerty: guitarra, armónica y voz
- Stu Cook: bajo y coros
- Doug Clifford: batería

## Listas de éxitos
| Año  | Lista      | Posición |
| ---- | ---------- | -------- |
| 1973 | Pop Albums | #143     |